# Cinetus procris
Cinetus procris är en stekelart som beskrevs av Nixon 1957. Cinetus procris ingår i släktet Cinetus, och familjen hyllhornsteklar. Arten är reproducerande i Sverige.